# Du liebst mich nicht
Du liebst mich nicht ist ein Lied der deutschen Rapperin Sabrina Setlur aus dem Jahre 1997. Es wurde als erste Singleauskopplung ihres zweiten Studioalbums Die neue S-Klasse veröffentlicht. Setlur hat es gemeinsam mit den Produzenten des Tracks, Moses Pelham und Martin Haas, geschrieben. Der Refrain wird von Emel Aykanat gesungen.

## Musik und Text
Du liebst mich nicht ist ein Hip-Hop-Song mit Rapstrophen auf einen harten Hip-Hop-Beat und einem gesungenen Refrain. Setlur rappt die Strophen mit sehr hartem und aggressivem Ton und der Refrain wird R&B-ähnlich gesungen. Im Laufe des Titels hört man öfter auch Adlibs, die von der chorartigen Refrainstimme gesungen werden. Textlich handelt der Song von einem Partner, der den anderen nicht liebt und ihn damit verletzt hat. Setlur rappt recht respektlos gegenüber diesem Partner und wünscht ihm in ihren Zeilen auch den Tod (Es könnt' mich nicht weniger interessieren, ob du tot bist oder lebst, ob du gesund bist oder krank). Der Text erzählt außerdem vom zu großen Ego des Partners (Denn heute bist du der kühlste Mann ober lockerer super duper Chabo) und davon, dass Setlur ihm nichts Gutes wünscht (Ich wünsch' dir zum Abschied 'n beschissenes Gewissen mit Gewissensbissen, 'ne Seele voll mit Rissen und dass du lernst mich zu vermissen)

## Veröffentlichung und Musikvideo
Die Single erschien am 3. März 1997 als erste Auskopplung aus Setlurs zweitem Studioalbum Die neue S-Klasse, welches am 21. März 1997 auf den Markt kam. Als Cover wurde das Albumcover gewählt, welches Setlurs Gesicht in Nahaufnahme zeigt.
Das Musikvideo zum Titel zeigt Setlur in verschiedenen Settings in zwei verschiedenen Outfits. In der Eingangsszene ist sie zu sehen, wie sie einen Gang in Richtung der Kamera entlang gerannt kommt. Außer ihr, dem Boden und den Wänden sieht man nichts, da aus ihrer Richtung nur Licht zu sehen ist, weshalb sie auch erst nur als Silhouette zu erkennen ist. Als sie zu rappen beginnt, sieht man Setlur in einem kleinen, Gefängniszellen-ähnlichen Raum, stehen. Später, vor Einsetzen des ersten Refrains, sieht man sie mit einem Baseballschläger eine männliche Glasfigur zerschlagen. Die im Gang rennende Setlur ist auch ein wiederkehrendes Bild. Weitere Szenen zeigen ein Waschbecken, das sich mit roter Flüssigkeit rot einfärbt und wie Setlur mit dieser Du liebst mich nicht an die Wand schreibt.

## Rezeption

### Chartplatzierungen
Du liebst mich nicht erreichte in Deutschland Position eins der Singlecharts und konnte sich eine Woche an ebendieser sowie zwölf Wochen in den Top 10 und 20 Wochen in den Charts halten. Setlur erreichte damit als erste Rapperin die Chartspitze in Deutschland. Darüber hinaus war die Single für einen Zeitraum von vier Wochen das erfolgreichste deutschsprachige Lied in den Singlecharts. In Österreich erreichte die Single Position drei und hielt sich acht Wochen in den Top 10 sowie 14 Wochen in den Charts. In der Schweiz erreichte Du liebst mich nicht ebenfalls Position drei und konnte sich neun Wochen in den Top 10 sowie 17 Wochen in den Charts. 1997 erreichte die Single Position 15 der deutschen Single-Jahrescharts sowie Position 24 in Österreich und Position 25 in der Schweiz.
Für Setlur war Du liebst mich nicht nach Ja klar der zweite Charterfolg in den deutschen Singlecharts. Es ist ihr erster Top-10- und Nummer-eins-Erfolg. In Österreich und der Schweiz erreichte sie hiermit erstmals die Charts.
| ChartsChartplatzierungen | Höchstplatzierung | Wochen |
| ------------------------ | ----------------- | ------ |
| Deutschland (GfK)        | 1 (20 Wo.)        | 20     |
| Österreich (Ö3)          | 3 (14 Wo.)        | 14     |
| Schweiz (IFPI)           | 3 (17 Wo.)        | 17     |

| ChartsJahrescharts (1997) | Platzierung |
| ------------------------- | ----------- |
| Deutschland (GfK)         | 15          |
| Österreich (Ö3)           | 24          |
| Schweiz (IFPI)            | 25          |

### Auszeichnungen für Musikverkäufe
Du liebst mich nicht erhielt noch im Jahr seiner Veröffentlichung eine Goldene Schallplatte für über 250.000 verkaufte Einheiten in Deutschland. Damit zählt die Single zu den meistverkauften Rapsongs in Deutschland.

| Land/Region        | Auszeichnungen für Musikverkäufe (Land/Region, Auszeichnung, Verkäufe) | Verkäufe |
| ------------------ | ---------------------------------------------------------------------- | -------- |
| Deutschland (BVMI) | Gold                                                                   | 250.000  |
| Insgesamt          | 1× Gold ·                                                              | 250.000  |

## Version von Ado Kojo (2015)
Der deutsche R&B-Sänger Ado Kojo nahm 2015 ein Lied unter dem gleichen Namen auf, bei dem der Refrain des Originals gesampled wurde. Als Feature ist die damalige YouTuberin und heutige Sängerin und Rapperin Shirin David zu hören.

### Musik und Text
Die Ado-Kojo-Version des Lieds ist, im Gegensatz zum Original, kein Rap-Song, sondern ein R&B-Titel mit gesungenen Strophen zum gesungenen Refrain, der vom Original übernommen wurde, von Kojo und David aber neu eingesungen wurde. Es wurde in as-Moll auf 89 Schläge pro Minute geschrieben. Die ersten beiden Strophen singt Kojo, während David die dritte Strophe singt und Kojo beim Refrain unterstützt. Anders zum Original ist, dass der Titel die Geschichte aus zwei Perspektiven erzählt: Ado Kojo singt aus einer Perspektive, David aus der anderen. Auch ein Unterschied ist, dass es weniger hass- und mehr schmerzerfüllt ist, als Setlurs Originalversion. Es geht weiterhin um eine verlorene Liebe (Dein Herz eingefror'n, uns're Liebe längst verloren), aber auch um Fehler, die sich eingestanden werden (Wir hab'n gestritten, diskutiert - hab' dich als Schlampe tituliert, eh, Schäm' mich Tag für Tag, dir in die Augen zu sehen, Babe – Verdammt, es war ein One-Night-Stand). Des Weiteren wird Gewalt in der Beziehung thematisiert (Hast mich geschlagen, angeschrien, hast mich erniedrigt, doch ich habe dir verzieh'n, eh).

### Veröffentlichung und Musikvideo
Shirin David kündigte die Single in einem, einige Tage zuvor erschienen YouTube-Video, das heute nicht mehr online ist, für den 9. Januar 2015 an. Es erschien gemeinsam mit einem dazugehörigen Musikvideo, das ebenfalls auf Davids Kanal online ging.
Das Musikvideo, das von Gefällt Mir-Media und Smacktalk produziert wurde, zeigt zu Beginn die Skyline einer Stadt. Als Kojo zu singen beginnt, sieht man ihn und David auf einer Coach sitzen, während David sich desinteressiert die Nägel feilt. Weitere Szenen zeigen die beiden beim gemeinsamen Kleidung-Einkaufen und in dicht beieinander stehend vor einem weißen Hintergrund.
Das Waschbeckenmotiv aus dem Originalmusikvideo wurde übernommen. Außerdem malt David mit Lippenstift ein Herz an einen Spiegel, was auch als Hommage an das Originalvideo gesehen werden kann, indem Setlur mit der roten Flüssigkeit an einer Wand schreibt. In anderen Szenen sieht man außerdem David mit einer Menge Tragetaschen teurer Marken wie Chanel und Kojo auf Dollar-Scheinen laufend.

### Rezeption und Erfolg
Du liebst mich nicht erhielt überwiegend positive Kritiken. Oft wurden die Stimmen und das überraschend hohe gesangliche Talent Davids gelobt. Vereinzelt wurde kritisiert, dass es nicht an das Original herankomme bzw. dieses negativ beflecke. Der Titel hatte bereits wenige Stunden nach Release den ersten Rang der iTunes-Download-Charts inne. In den offiziellen Singlecharts konnte sich Du liebst mich nicht in den Top 10 in Österreich und Deutschland platzieren. In der Schweiz reichte es nur für Platz 20 der Hitparade. Das Musikvideo hat bis heute (Stand: Dezember 2020) schon über 45 Millionen Aufrufe.
Chartplatzierungen
| ChartsChartplatzierungen | Höchstplatzierung | Wochen |
| ------------------------ | ----------------- | ------ |
| Deutschland (GfK)        | 6 (10 Wo.)        | 10     |
| Österreich (Ö3)          | 8 (4 Wo.)         | 4      |
| Schweiz (IFPI)           | 20 (1 Wo.)        | 1      |

Auf der Streamingplattform Spotify verzeichnet das Lied mehr als 42 Millionen Aufrufe (Stand: Mai 2025).
Auszeichnungen für Musikverkäufe
Im Juli 2021 wurde Du liebst mich nicht mit einer Goldenen Schallplatte für 200.000 verkaufte Einheiten in Deutschland ausgezeichnet.

| Land/Region        | Auszeichnungen für Musikverkäufe (Land/Region, Auszeichnung, Verkäufe) | Verkäufe |
| ------------------ | ---------------------------------------------------------------------- | -------- |
| Deutschland (BVMI) | Gold                                                                   | 200.000  |
| Insgesamt          | 1× Gold ·                                                              | 200.000  |

## Weitere Coverversionen
- 2006: LaFee, die deutsche Pop-Rock-Sängerin coverte das Stück zunächst für den Sampler Come Together – A Tribute to BRAVO, der am 29. September 2006 erschien. Am 24. November 2006 erschien das Stück als B-Seite von LaFees Single Mitternacht.[15]